# Just-infinite群
群論中一個無限群G稱為just-infinite，如果G的所有真商群都是有限群，也就是說所有非平凡正規子群都有有限指數。

## 例子
- 無限循環群{\displaystyle C_{\infty }}
- 無限二面體群{\displaystyle D_{\infty }}
- 無限單群